# بيتر ستيل
بيتر ستيل (بالإنجليزية: Peter Steele)‏ هو مغني وموسيقي ومغن مؤلف أمريكي، ولد في 4 يناير 1962 في بروكلين في الولايات المتحدة، وتوفي بنفس المكان في 20 أبريل 2010 بسبب أم الدم الأبهرية.

## وصلات خارجية
- الموقع الرسمي
- بيتر ستيل على موقع IMDb (الإنجليزية)
- بيتر ستيل على موقع ميوزك برينز (الإنجليزية)
- بيتر ستيل على موقع إن إن دي بي (الإنجليزية)
- بيتر ستيل على موقع أول ميوزيك (الإنجليزية)
- بيتر ستيل على موقع ديسكوغز (الإنجليزية)
- بيتر ستيل على موقع ديسكوغز (الإنجليزية)